# Европско првенство у атлетици на отвореном 2006 — бацање кугле за жене
Такмичње у бацању кугле у женској конкуренцији на Европском првенству у атлетици 2006. у Гетеборгу одржано је 11. (квалификације) а 12. августа (финале) на стадиону Улеви.
Надзеја Астапчук је првобитно освојила сребрну медаљу, али је касније била позитивна на допингтесту и сви њени резултати између 13. августа 2005. и 12. августа 2007. су поништени.

## Земље учеснице
Учествовале су 17 такмичарки из 10 земаља.
1. Белорусија (2)
2. Италија (3)
3. Немачка (2)
4. Пољска (2)
5. Русија (3)
6. Турска (1)
7. Француска (1)
8. Холандија (1)
9. Чешка (1)
10. Шведска (1)

## Рекорди
| Рекорди пре почетка Европског првенства 2012. | Рекорди пре почетка Европског првенства 2012. | Рекорди пре почетка Европског првенства 2012. | Рекорди пре почетка Европског првенства 2012. | Рекорди пре почетка Европског првенства 2012. |
| --------------------------------------------- | --------------------------------------------- | --------------------------------------------- | --------------------------------------------- | --------------------------------------------- |
| Светски рекорд                                | Наталија Лисовска · Русија                    | 22,63                                         | Москва, СССР                                  | 7. јуни 1987.                                 |
| Рекорди светских првенстава                   | Наталија Лисовска · Русија                    | 21,24                                         | Рим, Италија                                  | 5. септембар 1987                             |
| Рекорди Европских првенстава                  | Вита Павлиш · Украјина                        | 21,69                                         | Будимпешта, Мађарска                          | 20. август 1998                               |
| Светски рекорд сезоне                         | Валери Адамс · Нови Зеланд                    | 20,20                                         | Крајстчерч, Нови Зеланд                       | 28. јануар 2006.                              |
| Европски рекорд сезоне                        | Наталија Михневич · Белорусија                | 20,15                                         | Брест, Белорусија                             | 6. јул 2006.                                  |

### Најбољи европски резултати у 2012. години
Десет најбољих европских бацачица кугле 2006. године до почетка првенства (12. август 2012), имале су следећи пласман на европској и светској ранг листи. (СРЛ)
| 1.  | Наталија Михневич, Белорусија | 20,15 | 6. јун     | 2. СРЛ   |
| 2.  | Петра Ламерт Немачка          | 19,64 | 16. јун    | 4. СРЛ   |
| 3.  | Олга Рјабинкина, Русија       | 19,18 | 15. јул    | 5. СРЛ   |
| 4.  | Надин Клајнерт, Немачка       | 19,15 | 16. јун    | 6. СРЛ   |
| 5.  | Олга Иванова, Русија          | 18,97 | 27 мај     | 11. СРЛ  |
| 6.  | Јулија Ленстјук, Белорусија   | 18,86 | 29. април  | 12. СРЛ  |
| 7.  | Ирина Худорошкина, Русија     | 18,84 | 15. јунј   | 13. СРЛ  |
| 8.  | Кристина Забавска Пољска      | 18,84 | 24. јул    | =13. СРЛ |
| 9.  | Оксана Гаус Русија            | 18,78 | 15. јул    | 17. СРЛ  |
| 10. | Асунта Лењанте Италија        | 18,75 | 29. август | 18. СРЛ  |

Такмичарке чија су имена подебљана учествовале су на ЕП.

## Освајачице медаља
|                               |                       |                         |
| Наталија Михневич, Белорусија | Петра Ламерт, Немачка | Олга Рјабинкина, Русија |

## Сатница
| Датум            | Време | Коло          |
| ---------------- | ----- | ------------- |
| 11. август 2006. | 10.10 | Квалификације |
| 12. август 2006. | 13.35 | Финале        |

## Резултати

### Квалификације
Квалификациона норма за финале била је 17,75 метара, коју је пребацило 7 такмичарки (КВ), а осталих 5 пласирало се према постигнутом резултату (кв).
| Поз. | Атлетичарка       | Земља      | 1     | 2     | 3     | Резултат | Нап.   |
| ---- | ----------------- | ---------- | ----- | ----- | ----- | -------- | ------ |
| 1.   | Надин Клајнерт    | Немачка    | 18,75 |       |       | 18,75    | КВ     |
| 2.   | Олга Рјабинкина   | Русија     | 18,45 |       |       | 18,45    | КВ     |
| 3.   | Кристина Забавска | Пољска     | 18,20 |       |       | 18,20    | КВ     |
| 4.   | Наталија Михневич | Белорусија | 18,14 |       |       | 18,14    | КВ     |
| 5.   | Кјара Роза        | Италија    | 18,05 |       |       | 18,05    | КВ     |
| 6.   | Петра Ламерт      | Немачка    | 18,02 |       |       | 18,02    | КВ     |
| 7.   | Асунта Лењанте    | Италија    | 17.64 | x     | 17.27 | 17.64    | кв     |
| 8.   | Ирина Худрошкина  | Русија     | 17.29 | 17.58 | 17.09 | 17.58    | кв     |
| 9.   | Магдалена Собишек | Пољска     | 16,97 | 17,54 | x     | 17,54    | кв, ЛР |
| 10.  | Кристијана Кеки   | Италија    | x     | 17,48 | x     | 17,48    | кв     |
| 11.  | Оксана Гаус       | Русија     | 17,06 | 16,95 | 17,15 | 17,15    | кв     |
| 12.  | Лоренс Манфреди   | Француска  | 16,94 | 16,74 | 16,95 | 16,95    |        |
| 13.  | Денисе Кемкерс    | Холандија  | 15,32 | 15,47 | 15,98 | 15,98    |        |
| 14.  | Јана Карникова    | Чешка      | 15,69 | x     | 15,79 | 15,79    |        |
| 15.  | Филиз Кадоган     | Турска     | 15,26 | 15,78 | 15,09 | 15,78    |        |
| 16.  | Хелена Енгман     | Шведска    | 15,60 | x     | 15,60 | 15,60    |        |
| —    | Надзеја Астапчук  | Белорусија | x     | 17,90 |       | 17,90    | ДИСК   |

### Финале
| Пласман | Атлетичарка       | Земља      | #1    | #2    | #3    | #4    | #5    | #6    | Резултат | Нап.  |
| ------- | ----------------- | ---------- | ----- | ----- | ----- | ----- | ----- | ----- | -------- | ----- |
|         | Наталија Михневич | Белорусија | 18,43 | 18,86 | 18,65 | 19,43 | x     | x     | 19,43    |       |
|         | Петра Ламерт      | Немачка    | 18,45 | 19,06 | 18,26 | x     | 18,31 | 19,17 | 19,17    |       |
|         | Олга Рјабинкина   | Русија     | x     | 18,44 | 18,25 | x     | 19,02 | x     | 19,02    |       |
| 4.      | Асунта Лењанте    | Италија    | 18,32 | 18,10 | x     | 18,67 | 18,51 | 18,83 | 18,83    |       |
| 5.      | Надин Клајнерт    | Немачка    | 18,47 | 18,36 | x     | 18,14 | x     | x     | 18,47    |       |
| 6.      | Ирина Худрошкина  | Русија     | 17,81 | 17,79 | 18,44 | x     | x     | 18,01 | 18,44    |       |
| 7.      | Кјара Роза        | Италија    | 18,15 | 18,10 | 18,23 | x     | x     | 17,85 | 18,23    |       |
| 8.      | Кристина Забавска | Пољска     | x     | 17,99 | 17,77 |       |       |       | 17,99    |       |
| 9.      | Оксана Гаус       | Русија     | 17,59 | 16,97 | 17,57 |       |       |       | 17,59    |       |
| 10.     | Кристијана Кеки   | Италија    | x     | 17,42 | x     |       |       |       | 17,42    |       |
| 11.     | Магдалена Собишек | Пољска     | x     | x     | 16,17 |       |       |       | 16,17    |       |
| 12      | Надзеја Астапчук  | Белорусија | 18,15 | x     | x     | 18.87 | 19,42 | x     | 19,42    | ДИСК} |